# Lijst van voorzitters van de Ministerraad van de DDR
Hieronder volgt een lijst van voorzitters van de Ministerraad (premiers) van de DDR.

## Voorzitters van deMinisterraad(1949–1990)
| Nr. | Voorzitter van de Ministerraad | Voorzitter van de Ministerraad | Voorzitter van de Ministerraad | Ambtstermijn      | Ambtstermijn      | Partij     |
| --- | ------------------------------ | ------------------------------ | ------------------------------ | ----------------- | ----------------- | ---------- |
| 1   |                                | Otto Grotewohl                 | Otto Grotewohl (1894–1964)     | 11 oktober 1949   | 21 september 1964 | SED        |
| 2   |                                | Willi Stoph                    | Willi Stoph (1914–1999)        | 21 september 1964 | 3 oktober 1973    | SED        |
| 3   |                                | Horst Sindermann               | Horst Sindermann (1915–1990)   | 3 oktober 1973    | 29 oktober 1976   | SED        |
| (2) |                                | Willi Stoph                    | Willi Stoph (1914–1999)        | 29 oktober 1976   | 13 november 1989  | SED        |
| 4   |                                | Hans Modrow                    | Hans Modrow (1928–2023)        | 13 november 1989  | 12 april 1990     | SED (1989) |
| 4   | PDS (1989–90)                  | Hans Modrow                    | Hans Modrow (1928–2023)        | 13 november 1989  | 12 april 1990     |            |
| 5   |                                | Lothar de Maizière             | Lothar de Maizière (1940)      | 12 april 1990     | 2 oktober 1990    | CDUD       |

## Ondervoorzitters van deMinisterraad(1955–1989)
| Eerste-ondervoorzitter van de Ministerraad | Eerste-ondervoorzitter van de Ministerraad | Eerste-ondervoorzitter van de Ministerraad | Ambtstermijn      | Ambtstermijn      | Partij |
| ------------------------------------------ | ------------------------------------------ | ------------------------------------------ | ----------------- | ----------------- | ------ |
|                                            | Walter Ulbricht                            | Walter Ulbricht (1893—1973)                | 15 april 1955     | 12 September 1960 | SED    |
|                                            | Willi Stoph                                | Willi Stoph (1914—1999)                    | 12 September 1960 | 21 september 1964 | SED    |
|                                            | Alfred Neumann                             | Alfred Neumann (1909—2001)                 | 21 september 1964 | 13 november 1989  | SED    |
| Tweede-ondervoorzitter van de Ministerraad | Tweede-ondervoorzitter van de Ministerraad | Tweede-ondervoorzitter van de Ministerraad | Ambtstermijn      | Ambtstermijn      | Partij |
|                                            | Horst Sindermann                           | Horst Sindermann (1915—1990)               | 3 mei 1971        | 3 oktober 1973    | SED    |
|                                            | Günter Mittag                              | Günter Mittag (1926—1996)                  | 3 oktober 1973    | 29 oktober 1976   | SED    |
|                                            | Werner Krolikowski                         | Werner Krolikowski (1928)                  | 29 oktober 1976   | 10 december 1988  | SED    |
|                                            | Günther Kleiber                            | Günther Kleiber (1931—2013)                | 10 december 1988  | 13 november 1989  | SED    |

## Plaatsvervangende voorzitters
- Alexander Abusch (SED, 1961—1971)
- Erich Apel (SED, 1963—1965)
- Julius Balkow (SED, 1965—1967)
- Lothar Bolz (NDPD, 1950—1967)
- Kurt Fichtner (SED, 1967—1974)
- Manfred Flegel (NDPD, 1967—1989)
- Hans-Joachim Heusinger (LDPD, 1972—1989)
- Hermann Kastner (LDPD, 1949—1950)
- Günther Kleiber (SED, 1971—1989)
- Bruno Leuschner (SED, 1955—1965)
- Hans Loch (LDPD, 1950—1960)
- Alfred Neumann (SED, 1965—1971)
- Otto Nuschke (CDUD, 1949—1958)
- Fred Oelßner (SED, 1955—1958)
- Heinrich Rau (SED, 1950—1961)
- Wolfgang Rauchfuß (SED, 1965—1989)
- Hans Reichelt (DBD, 1972—1989)
- Paul Scholz (DBD, 1952—1967)
- Gerhard Schürer (SED, 1967—1989)
- Rudolph Schulze, (CDUD, 1971—1989)
- Max Sefrin (CDUD, 1958—1971)
- Fritz Selbmann (SED, 1956—1958)
- Willi Stoph (SED, 1954—1958)
- Max Suhrbier (LDPD, 1960—1965)
- Werner Titel (DBD, 1967—1971)
- Walter Ulbricht (SED, 1949—1955)
- Gerhard Weiss (SED, 1965—1989)
- Herbert Weiz (SED, 1967—1989)
- Margarete Wittkowski (SED, 1961—1967)
- Kurt Wünsche (LDPD, 1965—1972)

### Afkortingen
- SED = Sozialistische Einheitspartei Deutschlands (Socialistische Eenheidspartij van Duitsland) (communistisch)
- PDS = Partei des Demokratischen Sozialismus (Partij van het Democratische Socialisme) (democratisch socialisme, opvolger van de SED)
- CDUD = Christlich-Demokratische Union Deutschlands (Christendemocratische Unie van (Oost-)Duitsland) (christendemocratisch, tot 1990 ook socialistisch)
- LDPD = Liberal-Demokratische Partei Deutschlands (Liberaal-Democratische Partij van Duitsland) (liberaal)
- DBD = Demokratische Bauernpartei Deutschlands (Democratische Boerenpartij van Duitsland) (socialistisch, agrarisch)
- NDPD = National-Demokratische Partei Deutschlands (Nationaal-Democratische Partij van Duitsland) (liberaal, gematigd nationalistisch)